# Tupigea cantareira
Tupigea cantareira är en spindelart som beskrevs av Machado et al. 2007. Tupigea cantareira ingår i släktet Tupigea och familjen dallerspindlar. Inga underarter finns listade i Catalogue of Life.